# Kap Lollo
Kapp Lollo (norska: Kapp Lollo) är en udde på den nordöstra sidan av Bouvetön i södra Atlanten.
Udden blev först kartlagd av en tysk expedition år 1898 under Karl Chun. Den kartlades och namngavs igen av den norska expeditionen Norvegia under Harald Horntvedt som utforskade området i december 1927.